# FC Utrecht
FC Utrecht är en fotbollsklubb i Utrecht i Nederländerna som spelar i Eredivisie.
Klubben bildades den 1 juli 1970 efter en sammanslagning av tre klubbar från Utrecht: VV DOS, Elinkwijk och Velox.
Hemmamatcherna spelas på Stadion Galgenwaard.
Kända spelare är bland annat Dirk Kuyt och Rick Kruys.

## Placering senaste säsonger
| Säsong  | Nivå | Liga       | Placering | Referens | Kommentar           |
| ------- | ---- | ---------- | --------- | -------- | ------------------- |
| 2009/10 | 1    | Eredivisie | 7         | [ 1 ]    |                     |
| 2010/11 | 1    | Eredivisie | 9         | [ 2 ]    |                     |
| 2011/12 | 1    | Eredivisie | 11        | [ 3 ]    |                     |
| 2012/13 | 1    | Eredivisie | 5         | [ 4 ]    |                     |
| 2013/14 | 1    | Eredivisie | 10        | [ 5 ]    |                     |
| 2014/15 | 1    | Eredivisie | 11        | [ 6 ]    |                     |
| 2015/16 | 1    | Eredivisie | 5         | [ 7 ]    |                     |
| 2016/17 | 1    | Eredivisie | 4         | [ 8 ]    |                     |
| 2017/18 | 1    | Eredivisie | 5         | [ 9 ]    |                     |
| 2018/19 | 1    | Eredivisie | 6         | [ 10 ]   |                     |
| 2019/20 | 1    | Eredivisie | x         | [ 11 ]   | Coronaviruspandemin |
| 2020/21 | 1    | Eredivisie | 6         | [ 12 ]   |                     |
| 2021/22 | 1    | Eredivisie | 7         | [ 13 ]   |                     |
| 2022/23 | 1    | Eredivisie |           |          |                     |

## Spelare

### Spelartruppen
| 1  | Grekland      | Vasilis Barkas       | 30 maj 1994      | Celtic (-22) |
| 31 | Nederländerna | Mattijs Branderhorst | 31 december 1993 | NEC (-23)    |
| 32 | Nederländerna | Calvin Raatsie       | 9 februari 2002  | Ajax (-22)   |

| 2  | Nederländerna | Mark van der Maarel  | 12 augusti 1989  | HFC Haarlem (-08)       |
| 3  | Nederländerna | Mike van der Hoorn   | 15 oktober 1992  | Arminia Bielefeld (-21) |
| 5  | Nederländerna | Hidde ter Avest      | 20 maj 1997      | Udinese (-21)           |
| 16 | Marocko       | Souffian El Karouani | 19 oktober 2000  | NEC (-23)               |
| 22 | Spanien       | Hugo Novoa           | 24 januari 2003  | RB Leipzig (-23)        |
| 24 | Nederländerna | Nick Viergever       | 3 augusti 1989   | Greuther Fürth (-22)    |
| 27 | Frankrike     | Modibo Sagnan        | 14 april 1999    | Real Sociedad (-22)     |
| 34 | Nederländerna | Ryan Flamingo        | 31 december 2002 | Sassuolo (-23)          |

| 6  | Tyskland      | Can Bozdoğan   | 5 april 2001    | Schalke 04 (-22)               |
| 7  | Danmark       | Victor Jensen  | 8 februari 2000 | Ajax (-23)                     |
| 8  | Danmark       | Oscar Fraulo   | 6 december 2003 | Borussia Mönchengladbach (-23) |
| 14 | Irak          | Zidane Iqbal   | 27 april 2003   | Manchester United (-23)        |
| 18 | Nederländerna | Jens Toornstra | 4 april 1989    | Feyenoord (-22)                |

| 10 | USA           | Taylor Booth     | 31 maj 2001      | Bayern München (-22)  |
| 11 | Nederländerna | Marouan Azarkan  | 8 december 2001  | Feyenoord (-23)       |
| 15 | England       | Adrian Blake     | 15 juli 2005     | Watford (-23)         |
| 19 | Belgien       | Anthony Descotte | 3 augusti 2003   | Charleroi (-23)       |
| 20 | Marocko       | Zakaria Labyad   | 9 mars 1993      | Ajax (-23)            |
| 21 | Nederländerna | Mats Seuntjens   | 17 april 1992    | Waalwijk (-23)        |
| 23 | Nederländerna | Bart Ramselaar   | 29 juni 1996     | PSV (-19)             |
| 26 | Belgien       | Othmane Boussaid | 7 mars 2000      | Lierse (-18)          |
| 37 | Sverige       | Isac Lidberg     | 8 september 1998 | Go Ahead Eagles (-23) |
| 77 | Nederländerna | Ole Romeny       | 20 juni 2000     | Emmen (-23)           |

Not: Spelare i kursiv stil är inlånade.

### Utlånade spelare
| Nr | Land | Pos | Namn |
| -- | ---- | --- | ---- |

### Svenska spelare

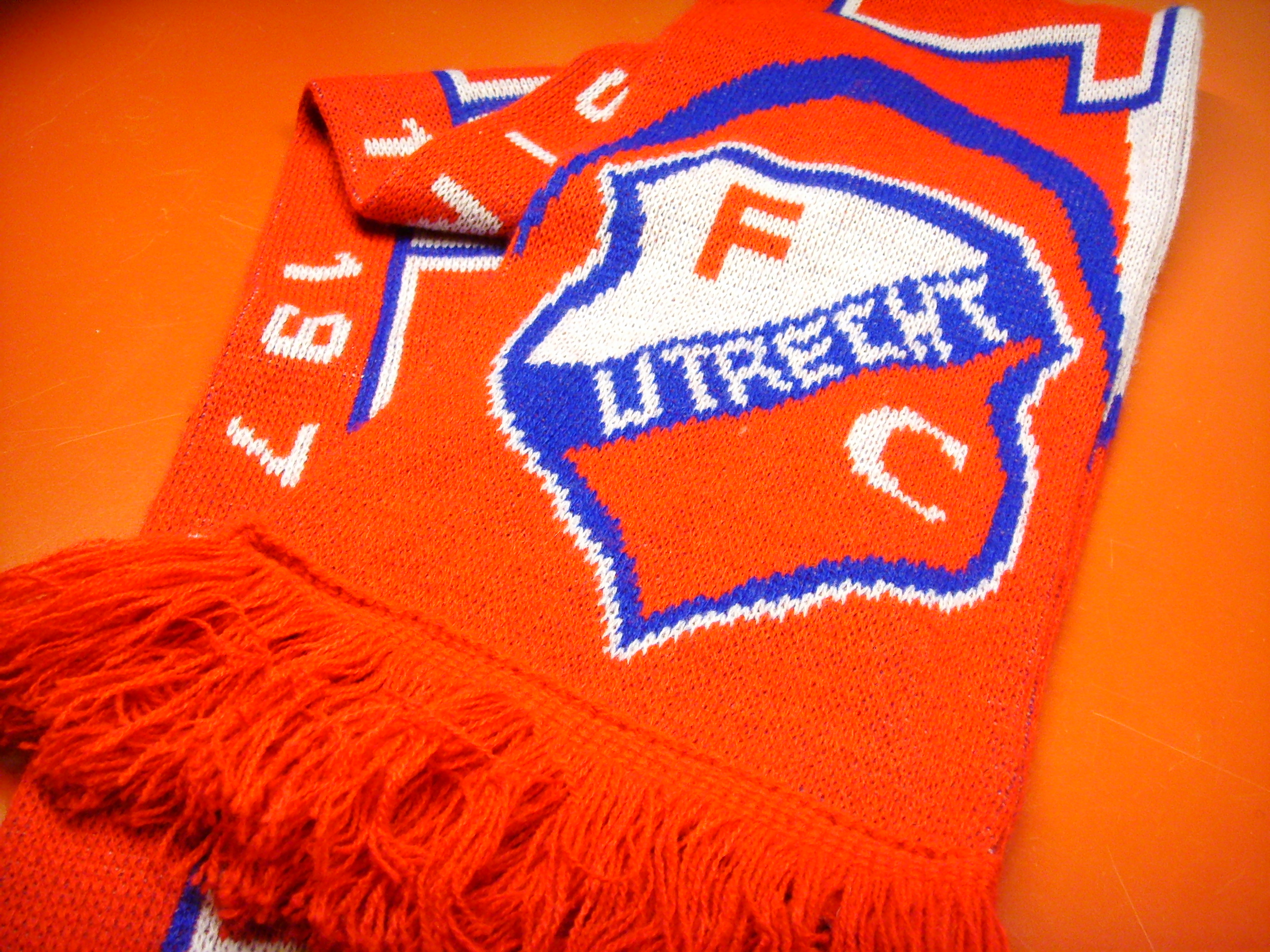
Halsduk med klubbens logotyp.

Följande svenska spelare spelar eller har spelat för FC Utrecht:
- Alexander Gerndt (1 aug 2011–jan 2013)
- Johan Mårtensson (jul 2011–2014)
- Marcus Nilsson (2011–2014)
- Kristoffer Peterson (2014–2017, 2020–)
- Simon Gustafson (2018–)
- Emil Bergström (2018–)